# 3283 Szkorinya
A 3283 Szkorinya (ideiglenes jelöléssel 1979 QA10) a Naprendszer kisbolygóövében található aszteroida. Nyikolaj Sztyepanovics Csernih fedezte fel 1979. augusztus 27-én.